# Jon Kilik
Jon Kilik (nacido el 26 de diciembre de 1956) es un productor de cine estadounidense, reconocido por haber trabajado con cineastas como Spike Lee, Julian Schnabel, Gary Ross, Alejandro González Iñárritu, Jim Jarmusch, Robert Altman y Oliver Stone.

## Carrera
Kilik nació en Newark (Nueva Jersey) y creció en Millburn. Se graduó en la Millburn High School en 1974 y asistió a la Universidad de Vermont en la década de 1970.
Fue nominado al Premio Óscar a la mejor película por producir Babel (2006), de González Iñárritu. También fue nominado al Premio BAFTA a la mejor película por su labor en dicho filme. Recibió dos nominaciones al BAFTA a la mejor película de habla no inglesa por producir las cintas La escafandra y la mariposa (2007) y Biutiful (2010). Obtuvo tres nominaciones al Premio del Sindicato de Productores de América por Babel (2006), La escafandra y la mariposa (2007) y Foxcatcher (2014).
Kilik recibió la Distinción Especial por su labor como productor en Foxcatcher (2014) en la 30ª edición de los Independent Spirit Awards. En este último galardón obtuvo nominaciones por su papel en Antes que anochezca (2000) y La escafandra y la mariposa (2007).

## Filmografía
| Año  | Título                                   | Notas               |
| ---- | ---------------------------------------- | ------------------- |
| 1987 | The Beat                                 | Productor           |
| 1988 | Bum Rap                                  | Productor ejecutivo |
| 1989 | Do the Right Thing                       | Productor de línea  |
| 1990 | Mo' Better Blues                         | Productor de línea  |
| 1991 | Jungle Fever                             | Productor de línea  |
| 1992 | Fathers & Sons                           | Productor           |
| 1992 | Malcolm X                                | Coproductor         |
| 1993 | A Bronx Tale                             | Productor           |
| 1994 | Crooklyn                                 | Productor ejecutivo |
| 1994 | Saints and Sinners                       | Productor ejecutivo |
| 1994 | Prêt-à-Porter                            | coproductor         |
| 1995 | Clockers                                 | Productor           |
| 1995 | Dead Man Walking                         | Productor           |
| 1996 | Girl 6                                   | Productor ejecutivo |
| 1996 | Basquiat                                 | Productor           |
| 1998 | He Got Game                              | Productor           |
| 1998 | Pleasantville                            | Productor           |
| 1999 | Cradle Will Rock                         | Productor           |
| 1999 | Summer of Sam                            | Productor           |
| 2000 | Before Night Falls                       | Productor           |
| 2000 | Pollock                                  | Productor           |
| 2000 | Bamboozled                               | Productor           |
| 2001 | The Party's Over                         | Productor ejecutivo |
| 2002 | Skins                                    | Productor           |
| 2002 | 25th Hour                                | Productor           |
| 2004 | Alexander                                | Productor           |
| 2005 | Broken Flowers                           | Productor           |
| 2006 | Inside Man                               | Productor ejecutivo |
| 2006 | Babel                                    | Productor           |
| 2007 | The Diving Bell and the Butterfly        | Productor           |
| 2007 | Berlin                                   | Productor           |
| 2008 | Miracle at St. Anna                      | Productor ejecutivo |
| 2008 | W.                                       | Coproductor         |
| 2009 | The Limits of Control                    | Productor ejecutivo |
| 2010 | Biutiful                                 | Productor           |
| 2010 | Miral                                    | Productor           |
| 2012 | Los juegos del hambre                    | Productor           |
| 2013 | Los juegos del hambre: en llamas         | Productor           |
| 2013 | Mike Tyson: Undisputed Truth             | Productor ejecutivo |
| 2014 | Foxcatcher                               | Productor           |
| 2014 | Los juegos del hambre: Sinsajo - Parte 1 | Productor           |
| 2015 | Los juegos del hambre: Sinsajo - Parte 2 | Productor           |
| 2015 | Chi-Raq                                  | Productor ejecutivo |
| 2016 | Gimme Danger                             | Productor ejecutivo |
| 2016 | Free State of Jones                      | Productor           |
| 2017 | Thank You for Your Service               | Productor           |
| 2018 | At Eternity's Gate                       | Productor           |
| 2020 | Da 5 Bloods                              | Productor           |
| 2021 | Flag Day                                 | Productor           |

## Premios y nominaciones
Premios Óscar
| Año  | Categoría      | Película | Resultado |
| ---- | -------------- | -------- | --------- |
| 2007 | Mejor película | Babel    | Nominado  |